# Salcia Tudor
Salcia Tudor è un comune della Romania di 2 777 abitanti, ubicato nel distretto di Brăila, nella regione storica della Muntenia.
Il comune è formato dall'unione di 5 villaggi: Ariciu, Cuza Vodă, Gulianca, Olăneasca, Salcia Tudor.